# Linia kolejowa nr 274

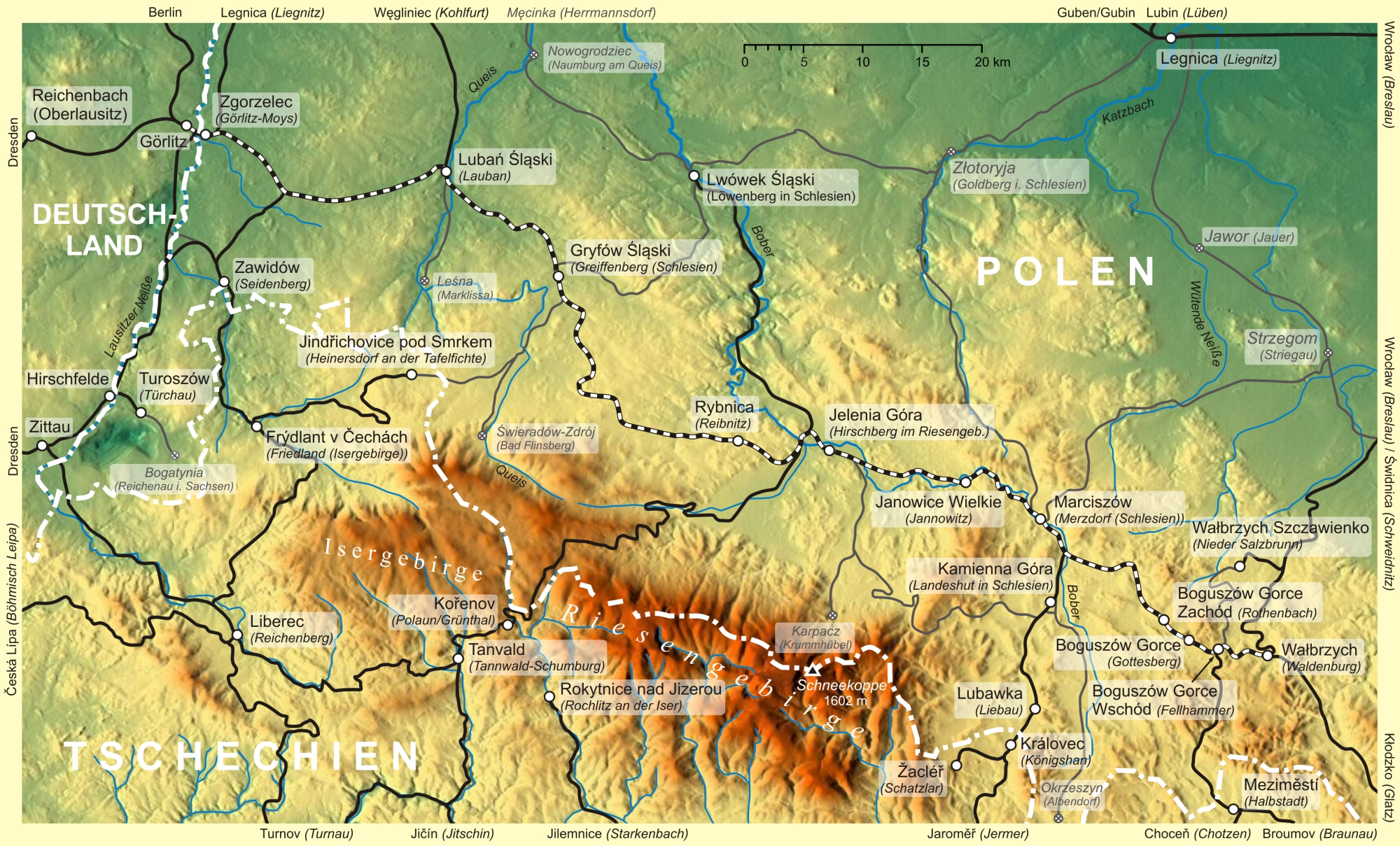
Śląska Kolej Górska

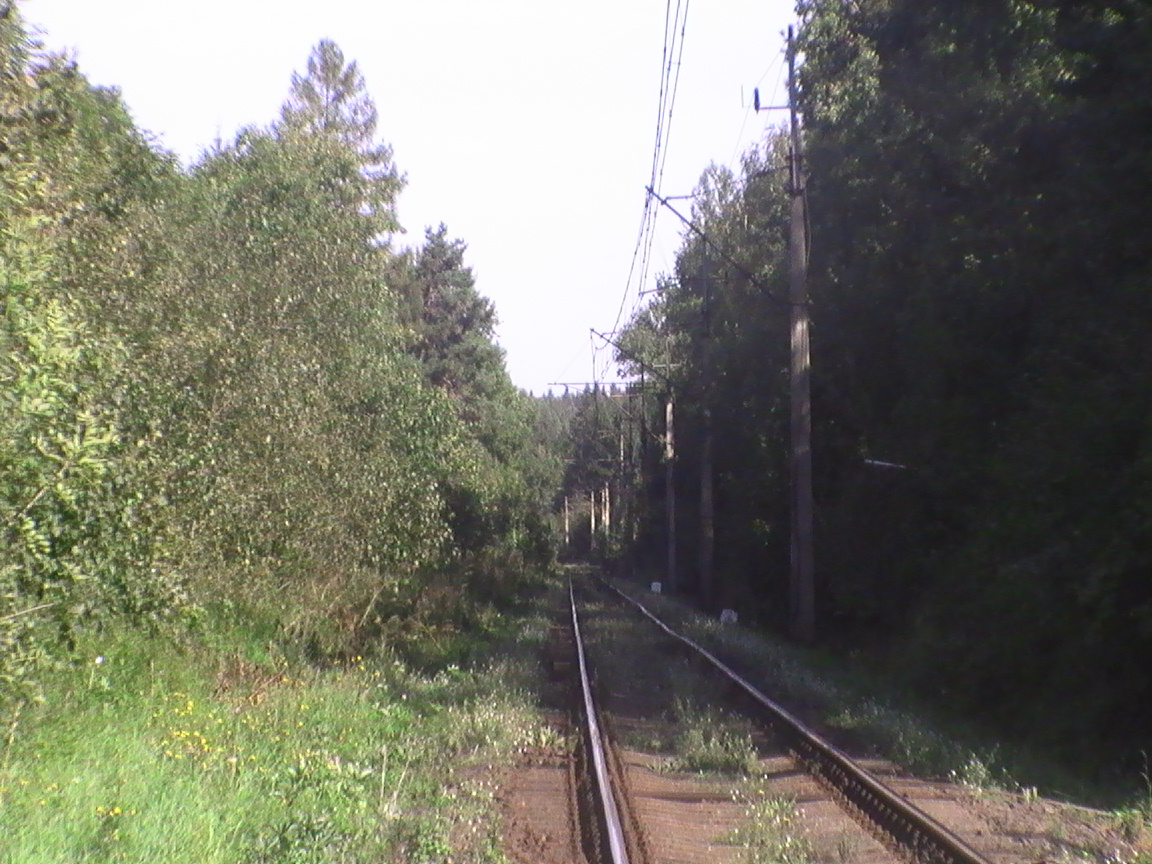
Odcinek Jelenia Góra – Lubań został ponownie zelektryfikowany w 1986, ale nie został odbudowany drugi tor. To ogranicza ruch pociągów na tym odcinku.

Linia kolejowa nr 274 Wrocław Świebodzki – Zgorzelec – czynna pierwszorzędna linia kolejowa w południowo-zachodniej Polsce o długości 202,535 kilometrów. Linia położona jest w województwie dolnośląskim. Według stanu na rok 2017, linią administrują zakłady linii kolejowych spółki PKP Polskie Linie Kolejowe z siedzibą w Wałbrzychu (większość trasy) i we Wrocławiu (w rejonie miasta Wrocławia oraz Zgorzelca).
Obecna linia kolejowa nr 274 powstała w latach 1842-1868 z połączenia linii o różnej genezie:
- prywatnej linii Wrocław Świebodzki – Świebodzice Towarzystwa Kolei Wrocławsko-Świdnicko-Świebodzickiej, uruchomionej 28 października 1843 r. z myślą o transporcie węgla kamiennego, towarów i podróżnych, w 1851 roku przedłużonej do Wałbrzycha Fabrycznego (otwarcie uruchomionej 15 lipca 1853 r.)[4],
- państwowej linii Zgorzelec / Węgliniec – Lubań – Wałbrzych stanowiącej część planowanej Centralnej Kolei Berlińsko-Wiedeńskiej (odcinek określony mianem Śląskiej Kolei Górskiej), otwieranej kolejno od Zgorzelca i Węglińca: 20 września 1865 r. do Rybnicy, 20 sierpnia 1866 roku do Jeleniej Góry i 15 sierpnia 1867 r. do Wałbrzycha Głównego[5] ,
- łącznika Wałbrzych Miasto – Wałbrzych Fabryczny, oddanego do użytku 28 maja 1868 roku celem umożliwienia bezpośredniego kursowania pociągów pasażerskich między Wrocławiem Świebodzkim a Jelenią Górą[6][5] .

Przed II wojną światową linia była regularnie modernizowana. W roku 1907 cała linia była dwutorowa. Niska efektywność lokomotyw parowych w terenie podgórskim i górskim oraz niewielka odległość między stacjami zadecydowały, że państwo pruskie w latach 1908-1911 przeznaczyło szlak Wrocław – Jelenia Góra i sieć linii bocznych do pilotażowego, pionierskiego w skali światowej zelektryfikowania (prądem przemiennym jednofazowym o napięciu 15 kV i częstotliwości 16 i 2/3 Hz), zrealizowanego w latach 1914-1928.
Po zakończeniu wojny w 1945 roku i zmianie granic państwowych, linia weszła w skład majątku Polskich Kolei Państwowych. Zmiany geopolityczne spowodowały, że linia na odcinku Zgorzelec – Jelenia Góra przestała mieć charakter magistralny. Na mocy porozumienia między rządem polskim i radzieckim z 8 lipca 1945 r. w ciągu trzech tygodni przedwojenny system sieci trakcyjnej, obejmujący między innymi sieć napowietrzną, podstacje, tabor, warsztaty wyposażenie linii, a także jeden tor szlakowy, zdemontowano i wywieziono do Związku Socjalistycznych Republik Radzieckich jako zdobycz wojenną. Sieć trakcyjną (prądu stałego o napięciu 3 kV) i drugi tor na odcinku Wrocław – Jelenia Góra odbudowano w latach 1965-1966. Ponowną elektryfikację odcinka Jelenia Góra – Lubań Śląski przeprowadzono w roku 1986.
Pod koniec lat 90. XX wieku na skutek wzrostu znaczenia komunikacji samochodowej, ograniczenia oferty przewozowej i niedoinwestowania kolei znacząco ograniczono bądź - przeważnie - zlikwidowano ruch pasażerski na wszystkich liniach dochodzących od linii kolejowej nr 274 oraz przewozy towarów. Zapaść technologiczna jaka nastąpiła w wyniku braku bieżącego utrzymania spowodowała liczne ograniczenia prędkości na linii do 20-30 kilometrów na godzinę. W 2007 roku rozpoczął się, realizowany etapami, remont linii na odcinku z Wrocławia do Jeleniej Góry, przywracający parametry konstrukcyjne bądź zbliżone do konstrukcyjnych.

## Historia

### Budowa
Z inicjatywy Gustava Heinricha von Ruffera w marcu 1837 powstał komitet budowy linii kolejowej z Wrocławia do Wałbrzycha. Planowana budowa linii miała ułatwić zbyt wytwarzanych w Wałbrzychu i okolicach towarów – zarówno na lokalnym rynku wrocławskim, jak i ekspediowanych z wrocławskich portów rzecznych. Powstałe Towarzystwo Kolei Wrocławsko-Świdnicko-Świebodzickiej (niem. BFE – Breslau-Schweidnitz-Freiburger Eisenbahngesellschaft) doprowadziło do uruchomienia linii Wrocław Świebodzki – Świebodzice 29 października 1843.
W roku 1844 liczącą 58 kilometrów linię pokonywały 3 (w lecie) lub 2 (zimą) pary pociągów, wyruszające równocześnie z obu krańców jednotorowej linii i mijające się w Imbramowicach. W związku z rozwojem towarowego transportu kolejowego, celem uniknięcia kosztownych i uciążliwych przeładunków towarów na stacjach krańcowych w roku 1847 wybudowano połączenie, umożliwiające przejazd pociągów z linii świebodzkiej na wrocławski Dworzec Główny i dalej trasą Kolei Górnośląskiej do Opola.
W 1851 roku linia została przedłużona do Wałbrzycha. W 1862 roku podjęto decyzję o budowie połączenia Zgorzelec – Wałbrzych – Międzylesie. Planowana linia kolejowa miała stanowić fragment linii kolejowej Berlin – Wiedeń, a także przyczynić się do rozwoju podupadającego przemysłu włókienniczego i wydobywczego w regionie Wałbrzycha, Jeleniej Góry i Kamiennej Góry. Projekt został ukończony w 1867 roku.

### Elektryfikacja
Od roku 1899 prowadzono w Niemczech studia nad elektryfikacją linii kolejowych. W roku 1908 Ministerstwo Robót Publicznych opracowało plan elektryfikacji linii w „trójkącie saksońskim” (Halle – Magdeburg – Leipzig) oraz odcinka Lubań Śląski – Jaworzyna Śląska wraz z odgałęzieniami.
Wybór tej linii kolejowej do pionierskich prac elektryfikacyjnych był uzasadniany niską efektywnością stosowanej trakcji parowej wynikającą z trudnego profilu linii, ciężkich warunków zimowych oraz niewielkich odległości pomiędzy stacjami (średnio 5 km). Do prowadzenia, mających eksperymentalny charakter, prac elektryfikacyjnych zachęcała też mała liczba przewozów oraz niewielkie znaczenie strategiczne linii.
Do elektryfikacji wybrano prąd przemienny jednofazowy o napięciu 15 kV i częstotliwości 16⅔ Hz.
30 czerwca 1911 Sejm pruski zaakceptował projekt elektryfikacji linii i przyznał gwarancje kredytowe pod warunkiem utrzymania rezerwy parowozów na wypadek kłopotów z eksploatacją trakcji elektrycznej.
W latach 1912–1914 zbudowano na użytek kolei elektrownię cieplną w Ścinawce, a w 1913 przeprowadzono pierwsze próby z wykorzystaniem trakcji elektrycznej na 3 kilometrowym odcinku koło Jakuszyc (obecnie fragment linii 311 Jelenia Góra – Szklarska Poręba – Harrachov). W czerwcu 1914 roku zelektryfikowano blisko 35 kilometrowy odcinek linii z Wałbrzycha do Meziměstí (obecnie częściowo rozebrana linia 291).
Z uwagi na wybuch I wojny światowej i kryzys powojenny projekt elektryfikacji był realizowany znacznie dłużej niż początkowo planowano i trwał do 1928 roku:
| Odcinek (niem.)                       | Odcinek (pol.)                                       | Obecne oznaczenie linii | Data ukończenia elektryfikacji | Długość | Wykonawca |
| ------------------------------------- | ---------------------------------------------------- | ----------------------- | ------------------------------ | ------- | --------- |
| Niedersalzbrunn – Halbstadt           | Wałbrzych Szczawienko – Meziměstí (CZ)               | 291                     | 1 czerwca 1914                 | 34,5 km | AEG       |
| Freiburg-Niedersalzbrunn – Gottesberg | Świebodzice – Wałbrzych Szczawienko – Boguszów Gorce | 274                     | 1 stycznia 1916                | 28 km   | AEG       |
| Königszelt – Freiburg                 | Jaworzyna Śląska – Świebodzice                       | 274                     | 1 kwietnia 1917                | 10 km   | AEG       |
| Gottesberg – Ruhbank                  | Boguszów Gorce-Sędzisław                             | 274                     | 22 października 1919           | 13,3 km | AEG       |
| Ruhbank – Merzdorf                    | Sędzisław – Marciszów                                | 274                     | 8 grudnia 1919                 | 6,3 km  | SSW       |
| Merzdorf – Schildau                   | Marciszów – Wojanów                                  | 274                     | 16 stycznia 1920               | 15,6 km | SSW       |
| Schildau – Hirschberg                 | Wojanów – Jelenia Góra                               | 274                     | 21 czerwca 1920                | 5,1 km  | SSW       |
| Ruhbank – Landeshut – Liebau          | Sędzisław – Kamienna Góra – Lubawka                  | 289                     | 21 października 1921           | 16,1 km | SSW       |
| Hirschberg – Lauban                   | Jelenia Góra – Lubań                                 | 274                     | 15 kwietnia 1922               | 52,0 km | BEW       |
| Hirschberg – Grüntal (Polaun)         | Jelenia Góra – Kořenov (CZ)                          | 311                     | 15 lutego 1923                 | 52,0 km | SSW       |
| Lauban – Görlitz                      | Lubań – Zgorzelec                                    | 274                     | 1 września 1923                | 25,6 km | BEW       |
| Görlitz – Schlauroth                  | Zgorzelec – Schlauroth(D)                            | –                       | 20 marca 1924                  | 3,2 km  | ?         |
| Königszelt – Breslau                  | Jaworzyna Śląska – Wrocław                           | 274                     | 2 stycznia 1928                | 56,0 km | ?         |
| Lauban – Kohlfurt                     | Lubań – Węgliniec                                    | 279                     | 3 kwietnia 1928                | 22,0 km | ?         |
| Lauban – Marklissa                    | Lubań – Leśna                                        | 337                     | 3 kwietnia 1928                | 10,0 km | ?         |
| Hirschberg – Landeshut                | Jelenia Góra – Kamienna Góra                         | 289                     | 3 grudnia 1932                 | 38,8 km | ?         |

Wbrew początkowym obawom eksploatacja zelektryfikowanej linii odbywała się bez większych problemów i dowiodła celowości stosowania trakcji elektrycznej.
Ponieważ tereny Dolnego Śląska do połowy 1944 roku były poza zasięgiem walk i lotnictwa alianckiego kolej funkcjonowała poprawnie do końca wojny i wyszła z niej bez większych zniszczeń (poza rejonem węzła wrocławskiego zniszczonym podczas walk o Wrocław – Festung Breslau oraz okolicami Jeleniej Góry. 8 lipca 1945 w porozumieniu zawartym pomiędzy rządami polskim i radzieckim ustalono, że cała sieć kolei elektrycznych na Dolnym Śląsku – zarówno tabor, jak i wyposażenie zostanie zdemontowana i przewieziona do ZSRR. Określony w porozumieniu krótki czas prac (3 tygodnie) znacznie wpłynął na sposób ich wykonania, a zwłaszcza na zdewastowanie wielu elementów podczas ich demontażu. Ponieważ żołnierze radzieccy nie zdążyli w zakładanym czasie zdemontować sieci trakcyjnej z odcinka Jelenia Góra – Jakuszyce został on pozostawiony stronie polskiej i po demontażu posłużył do odbudowy sieci zniszczonej przez Niemców podczas wojny w rejonie Warszawskiego Węzła Kolejowego. Równolegle z demontażem urządzeń elektrycznych na większości trasy zdemontowano 2 tor i odbudowano zerwane mosty (zwłaszcza most na rzece Bóbr pod Jelenią Górą). Inż. Tyszka, odpowiedzialny za sprawy poniemieckiej elektryfikacji linii kolejowych na Dolnym Śląsku, przedstawił 14 sierpnia 1945 następujące sprawozdanie:

Zgodnie z porozumieniem między Rządami Polskim i Sowieckim kolej elektryczna Wroclaw – Zgorzelice (Zgorzelec) ze wszelkimi urządzeniami technicznymi została zdemontowana i wywieziona do ZSRR: (pisownia oryginalna)
1. Elektrownię w Mittelsteine (Ścinawka Średnia) (5 maszyn o mocy 28000 kW, 5 kotłów o powierzchni ogrzewanej 2250 m²)

2. Około 47 km dwutorowej linii wysokiego napięcia 80 kV

3. 3 podstacje o ogólnej mocy transformatorów 34 kVA

4. Sieć roboczą trakcyjną o długości około 500 km

5. Cały tabor elektryczny:

     a. 31 elektrowozów

     b. 11 elektrowagonów

     c. 12 jednostek elektrycznych

     d. Montażowych wagonów sieciowych z napędem diezlowym: 1 duży i 5 mniejszych.

6. Całkowite wyposażenie mechaniczne i elektryczne Głównych Warsztatów Elektrotrakcyjnych w Lubaniu,
w których dokonywano główne naprawy całego taboru elektrycznego i częściowo parowego

7. Tory kolejowe na tych odcinkach, gdzie jest 2 tory, zostawiając jeden z nich.

Pozostało z objektow, ściśle należących do trakcji kolejowej elektrycznej:

1. Wszystkie słupy linji wys. nap.

2. Około 80 km linii wys. nap.

3. Prawie wszystkie słupy sieci trakcyjnej

4. Około 70 km. linji trakcyjnej (cała linia Jelenia Góra – Strickerhauser) (do Szklarskiej Poręby)

5. Budynki 3 podstacji

6. Budynek warsztatowy z kilkoma obrabiarkami i 2 suwnicami

7. Szereg drobnych narzędzi i urządzeń mniej ważnych oraz niewielką ilość materjałów sieciowych.

Inż. Bronisław Tyszka

Demontaż linii był przedmiotem przemilczeń i eufemizmów w kolejnych latach: Jakkolwiek dysponuje Zagłębie (tj. Dolnośląskie Zagłębie Węglowe - przyp.) dostateczną siecią dróg kołowych i kolejowych, obecnie wykazujących coprawda pewne braki techniczne, to znaczna odległość od centrów przemysłowych kraju obciążą produkcję dodatkowymi kosztami transportów i przeładunków.

### Po II wojnie światowej
Zmiana granic po II wojnie światowej zmieniła przeznaczenie linii – z fragmentu międzynarodowego połączenia Berlin – Zgorzelec – Wiedeń zmieniła się w linię obsługującą przede wszystkim ruch Wrocław – Wałbrzych – Jelenia Góra.
Rolę najważniejszego połączenia Wrocławia z Niemcami – i Berlinem, podobnie jak przed II wojną, odgrywa prowadząca przez Legnicę tzw. Kolej Dolnośląsko-Marchijska, czyli wchodząca w skład paneuropejskiego korytarza E30 linia kolejowa numer 275.
Do 1960 roku zakończono odbudowę wszystkich połączeń kolejowych na Dolnym Śląsku i rozpoczęto proces ponownej elektryfikacji. Ponowna elektryfikacja linii była, zgodnie ze standardem PKP, prowadzona prądem stałym 3 kV. Równolegle z procesem elektryfikacji modernizowano systemy sterowania ruchem, czego najbardziej widocznym znakiem była wymiana starej sygnalizacji systemu niemieckiego na standard polski. Na odcinku Wrocław – Jelenia Góra odbudowano też drugi tor.
Ponowna elektryfikacja linii przebiegała następująco:
| Odcinek                         | Oznaczenie linii | Data ukończenia elektryfikacji | Długość |
| ------------------------------- | ---------------- | ------------------------------ | ------- |
| Wrocław - Wałbrzych             | 274              | 18 grudnia 1965                | 79 km   |
| Wałbrzych - Jelenia Góra        | 274              | 17 grudnia 1966                | 47 km   |
| Jelenia Góra - Lubań Śląski     | 274              | 13 grudnia 1986                | 52 km   |
| Jelenia Góra - Szklarska Poręba | 311              | 30 września 1987               | 31 km   |

Po roku 1982 linia nieco zmieniła swój przebieg na długości ośmiu kilometrów, w związku z budową zbiornika retencyjnego (Jezioro Mietkowskie) na Bystrzycy w Mietkowie. Zlikwidowano wówczas dotychczasową stację Mietków i wzniesiono nowy przystanek kolejowy Mietków. Przeniesienie linii kolejowej napotkało na problemy technologiczne w postaci licznych osuwisk. 1 stycznia 1992 nastąpiło zamknięcie dla ruchu pasażerskiego Dworca Świebodzkiego, w związku z czym ruch pociągów pasażerskich skierowano na Dworzec Główny we Wrocławiu.

### Sytuacja po roku 2000

#### Zapaść technologiczna
Pod koniec lat 90. XX wieku na skutek wzrostu znaczenia komunikacji samochodowej, ograniczenia oferty przewozowej i niedoinwestowania kolei znacząco ograniczono bądź - przeważnie - zlikwidowano ruch pasażerski na wszystkich liniach dochodzących od linii kolejowej nr 274 oraz przewozy towarów. Zapaść technologiczna jaka nastąpiła w wyniku braku bieżącego utrzymania spowodowała po roku 2000 liczne ograniczenia prędkości na linii do 20-30 kilometrów na godzinę. Stan techniczny linii określano mianem „śmierci technicznej”.
W rozkładzie jazdy 2003/2004 na linii kolejowej nr 274 nie zaplanowano żadnego pociągu pospiesznego. Odcinek między Jelenią Górą a Wrocławiem pociągi pasażerskie przemierzały w blisko 4 godziny.
Odcinek linii nr 274 między Wrocławiem a Jelenią Górą, mimo złego stanu infrastruktury, określano wówczas jako najważniejszą regionalną linię kolejową na Dolnym Śląsku. Na trasie koncentrował się potok wywozu kruszywa z kopalni regionu. Przy stacjach leżących na linii kolejowej nr 274 (w Wałbrzychu i Jaworzynie Śląskiej) według danych z 2012 roku funkcjonowały jedne z najważniejszych na Dolnym Śląsku punktów załadunkowych surowców skalnych. 

#### Remont linii
W 2007 roku rozpoczął się, realizowany etapami, remont linii na odcinku z Wrocławia do Jeleniej Góry, przywracający parametry konstrukcyjne bądź zbliżone do konstrukcyjnych. Projekt pod nazwą Modernizacja linii kolejowej nr 274 Wrocław – Zgorzelec na odcinku Wrocław – Jelenia Góra został umieszczony na liście kluczowych projektów spółki PKP Polskie Linie Kolejowe realizowanych na terenie województwa dolnośląskiego. 
W pierwszej kolejności podjęto remont odcinków będących w najgorszym stanie technicznym. Prace rozpoczęto od odcinka Wałbrzych Główny –  Boguszów-Gorce. Remont odcinka Wałbrzych Główny – Wałbrzych Fabryczny przeprowadzono w roku 2009. W połowie sierpnia 2014 roku zakończono remont torów na szlaku z Jaworzyny Śląskiej do Świebodzic oraz modernizację trzech mostów na szlaku ze Smolca do Kątów Wrocławskich.
Prace remontowe finansowano m.in. z Funduszu Kolejowego.
W połowie maja 2017 roku PKP Polskie Linie Kolejowe poinformowały o zakresie dalszych prac inwestycyjnych. Zapowiedziano modernizację w ciągu 32-25 miesięcy od podpisania umowy z wykonawcą stacji: Świebodzice i Wałbrzych Szczawienko. Dla modernizowanych stacji założono przebudowę układu torowisk, wymianę sieci trakcyjnej wraz z konstrukcjami wsporczymi oraz przebudowę systemu sterowania ruchem kolejowym. W Świebodzicach przewidziano budowę nowych peronów o długości 300 m umożliwiających obsługę pociągów dalekobieżnych, natomiast w Szczawienku - przebudowę peronu wyspowego o długości 200 metrów, przeznaczonego dla pociągów lokalnych. Zaplanowano uzyskanie możliwości prowadzenia ruchu pociągów przez stację w Świebodzicach z prędkością do 60 kilometrów na godzinę (uwzględniając geometrię toru i ograniczenia terenowe) i z prędkością 100 kilometrów na godzinę przez stację Wałbrzych Szczawienko. W zakres zadania włączono również remont ośmiu obiektów inżynieryjnych, w tym jednego mostu i jednego wiaduktu, oraz wymianę urządzeń na pięciu przejazdach kolejowo-drogowych.
Jednocześnie, ogłoszono zamiar wybudowania w ramach inwestycji nowego przystanku osobowego na szlaku Wałbrzych Miasto – Wałbrzych Fabryczny. Przystanek nazwany roboczo Wałbrzych Śródmieście (lub Wałbrzych Centrum) ma zostać wyposażony w dwa jednokrawędziowe perony o długości 300 m i szerokości 3,5 m połączone przejściem podziemnym. Przewidziano wyposażenie obiektu w wiaty, oświetlenie, pragotrony oraz windy. Przystanek ma stać się częścią miejskiego węzła przesiadkowego. Zapowiedziano wybudowanie przystanku do końca roku 2020. 
29 września 2017 PKP PLK podpisało z konsorcjum Infrakol i TrackTec Construction umowę na przebudowę stacji: Świebodzice i Wałbrzych Szczawienko oraz budowę nowego przystanku Wałbrzych Śródmieście.
W sierpniu 2018 roku spółka PKP PLK poinformowała o zamiarze modernizacji zachodniego odcinka linii, tj. Jelenia Góra - Zgorzelec. Przewidziano współfinansowanie inwestycji z Regionalnego Programu Operacyjnego Województwa Dolnośląskiego. Postanowiono, że w ramach prac na wniosek samorządu województwa dolnośląskiego zostanie zelektryfikowany odcinek Lubań - Zgorzelec. Przewidziano również budowę dwóch nowych przystanków osobowych: Lubań Miasto oraz Studniska. Prace zaplanowano na lata 2020-2022.
W 2017 r. PKP PLK podpisała umowę na elektryfikację linii nr 274 i 278 na odcinku Węgliniec – Zgorzelec. Prace prowadzono od września 2018 roku, następnie przedłużono termin realizacji do końca 2019 roku.
W dniu 15 grudnia 2019 r. w przebiegu linii został uruchomiony nowy przystanek - Jelenia Góra Zabobrze oraz uruchomiona została sieć trakcyjna na podgranicznym odcinku w Zgorzelcu w związku z zakończeniem elektryfikacji linii kolejowej nr 278. Pociągi jadące linią 274 korzystają z peronu położonego po stronie ulicy Paderewskiego (prawy patrząc z kierunku stacji Jelenia Góra). Drugi peron wykorzystywany jest przez pociągi jeżdżące liniami kolejowymi nr 311 oraz 283.

#### Remont dworców
5 marca 2012 r. z udziałem przedstawicieli spółek kolejowych, mieszkańców i prezydenta miasta oficjalnie otwarto zmodernizowany gmach dworca Wałbrzych Miasto. W ramach inwestycji realizowanej w latach 2010-2012 wyremontowano budynek, zmieniono zagospodarowanie lokali, dokonano estetyzacji najbliższego otoczenia oraz wybudowano parkingi (dla podróżnych oraz obsługi lokali dworcowych). Remont był podzielony na dwa etapy i kosztował w sumie 10 milionów złotych. Podczas otwarcia prezydent Roman Szełemej wyraził niezadowolenie z tempa prac ku poprawie infrastruktury kolejowej na obszarze miasta.
5 grudnia 2013 r. oddano dla podróżnych zmodernizowany gmach dworca w Świebodzicach. Część pomieszczeń przejął w użytkowanie samorząd miejski, planując w tym miejscu placówkę kulturalną i siedzibę straży miejskiej. Trwający rok remont, którego koszt wyniósł 2,9 mln złotych brutto.
W latach 2014–2015 przeprowadzono gruntowny remont dworca w Jaworzynie Śląskiej. Przy budynku uporządkowano zieleń i małą architekturę oraz wymieniono nawierzchnię parkingu. Obiekt przystosowano do potrzeb niepełnosprawnych poprzez montaż linii naprowadzających oraz zabudowę windy z budynku do tunelu prowadzącego na perony. Na remont dworca w Jaworzynie Śląskiej przeznaczono około 6 mln zł. Po zakończeniu prac część pomieszczeń zagospodarował samorząd, lokując na dworcu pogotowie ratunkowe oraz ośrodek pomocy społecznej.
W latach 2017–2018 dokonano gruntownej przebudowy dworca w Żarowie w ramach Programu Inwestycji Dworcowych PKP SA. Koszt modernizacji wyniósł ok. 5 mln zł i został pokryty ze środków własnych PKP SA i środków budżetu państwa. W budynku znalazła siedzibę Żarowska Izba Historyczna.
Remonty dworców w Wałbrzychu (dworzec Miasto), Świebodzicach i Żarowie sfinansowano ze środków własnych PKP SA i budżetu państwa.

## Infrastruktura

### Węzły[35]
| Stacja                | Linia | Kierunek                   | Status    |
| --------------------- | ----- | -------------------------- | --------- |
| Wrocław Świebodzki    | 757   | Wrocław Muchobór           | czynna    |
| Wrocław Świebodzki    | 760   | Wrocław Gądów              | czynna    |
| Wrocław Świebodzki WS | 757   | Wrocław Świebodzki         | czynna    |
| Wrocław Świebodzki WS | 757   | Wrocław Muchobór           | czynna    |
| Wrocław Świebodzki WS | 761   | Grabiszyn                  | czynna    |
| Wrocław Zachodni      | 751   | Wrocław Gądów              | czynna    |
| Mietków               | 970   | Mietków WKSM               | czynna    |
| Jaworzyna Śląska      | 137   | Katowice                   | czynna    |
| Jaworzyna Śląska      | 137   | Legnica                    | czynna    |
| Wałbrzych Szczawienko | 291   | Mieroszów                  | nieczynna |
| Wałbrzych Miasto      | 274b  | Wałbrzych Miasto Towarowy  | nieczynna |
| Wałbrzych Główny      | 286   | Kłodzko Główne             | czynna    |
| Boguszów Gorce Wschód | 291   | Wałbrzych Szczawienko      | nieczynna |
| Boguszów Gorce Wschód | 291   | Mieroszów                  | czynna    |
| Boguszów Gorce        | 773   | Boguszów Gorce Towarowe    | nieczynna |
| Boguszów Gorce Zachód | 976   | Czarny Bór KSSD            | czynna    |
| Sędzisław             | 298   | Kamienna Góra              | czynna    |
| Marciszów Górny       | 774   | Krużyn                     | nieczynna |
| Marciszów             | 302   | Malczyce                   | nieczynna |
| Marciszów             | 312   | Jerzmanice Zdrój           | nieczynna |
| Jelenia Góra          | 283   | Żagań                      | czynna    |
| Jelenia Góra          | 308   | Kamienna Góra              | nieczynna |
| Jelenia Góra          | 311   | Szklarska Poręba Jakuszyce | czynna    |
| Dębowa Góra           | 311   | Jelenia Góra               | czynna    |
| Dębowa Góra           | 311   | Szklarska Poręba Jakuszyce | czynna    |
| Gryfów Śląski         | 284   | Legnica                    | nieczynna |
| Gryfów Śląski         | 284   | Pobiedna                   | nieczynna |
| Lubań Śląski          | 279   | Węgliniec                  | czynna    |
| Lubań Śląski          | 337   | Leśna                      | czynna    |
| Mikułowa              | 290   | Bogatynia                  | czynna    |
| Studniska             | 779   | Las                        | czynna    |
| Krysin                | 778   | Zgorzelec Miasto           | czynna    |
| Zgorzelec             | 278   | Węgliniec                  | czynna    |

## Ruch pociągów
Linia została zakwalifikowana przez Biuro Eksploatacji spółki PKP Polskie Linie Kolejowe na odcinku Wrocław Główny – Jelenia Góra jako „linia o priorytecie pasażerskim”, natomiast na odcinku Jelenia Góra – Zgorzelec jako „linia o priorytecie towarowym”.

### Pociągi pasażerskie
Poprawa stanu technicznego linii między Wrocławiem a Jelenią Górą poskutkowała zwiększeniem liczby pociągów zamawianych przez organizatorów oraz skierowaniem na linię nr 274 taboru nowej generacji, w tym zakupu pojazdów dedykowanych dla obsługi połączeń na linii. 

#### Połączenia regionalne

##### Odcinek wschodni linii nr 274 (Wrocław Główny – Jelenia Góra)
W 2013 roku Urząd Marszałkowski Województwa Dolnośląskiego zdywersyfikował obsługę pociągów osobowych na wschodniej części linii nr 274 pomiędzy dwie spółki realizujące transport kolejowy na zlecenie województwa: po odbiorze pierwszych elektrycznych zespołów trakcyjnych Newag Impuls (serii 31WE – 202 miejsca siedzące) przez Koleje Dolnośląskie, co miało miejsce w lutym 2013 roku, zapowiedziano uruchomienie weekendowego pociągu KD obsługiwanego impulsami z Wrocławia do Jeleniej Góry. Połączenie realizowano od 9 czerwca 2013 roku, a po otwarciu zmodernizowanej linii kolejowej nr 311 przedłużono kurs od Jeleniej Góry do stacji Szklarska Poręba Górna. Od grudnia 2013 roku dodatkowe trzy pary pociągów Kolei Dolnośląskich wprowadzono na odcinek Wrocław Główny – Jaworzyna Śląska, jako część bezpośrednich połączeń autobusami szynowymi między Wrocławiem a Świdnicą (realizowanych liniami nr 274 i 137 – od września 2014 roku przedłużonych do stacji Dzierżoniów Śląski). 21 maja 2014 roku ówczesna prezes Kolei Dolnośląskich Genowefa Ładniak podpisała umowę z Newagiem na dostarczenie sześciu kolejnych „impulsów” (serii 36WEa – 165 miejsc siedzących) częściowo finansowanych z Regionalnego Programu Operacyjnego Województwa Dolnośląskiego na lata 2007 – 2013 – deklarując jednocześnie, że zamówione pociągi są dedykowane do obsługi trzynastu par codziennych połączeń w relacjach Wrocław – Wałbrzych / Jelenia Góra / Szklarska Poręba Górna.
Począwszy od 14 grudnia 2014 roku spółka Przewozy Regionalne skierowała do obsługi połączeń międzywojewódzkich REGIO w relacjach Poznań Główny – Jelenia Góra i Poznań – Szklarska Poręba Górna pociągi złożone z klasycznych wagonów osobowych 111A (zmodernizowanych pierwotnie dla sieci połączeń REGIOekspres) które w 2015 roku zostały częściowo refinansowane w ramach Programu Operacyjnego Infrastruktura i Środowisko z perspektywy finansowej 2007 – 2013. Projekt objął zwrot kosztów modernizacji opisywanych wagonów oraz lokomotyw EP07P.
W połowie grudnia 2014 roku Koleje Dolnośląskie wprowadziły na linię nr 274 nowo zakupione „impulsy” serii 36WEa, a urząd marszałkowski powierzył operatorowi obsługę 80 procent połączeń dotychczas realizowanych na trasie Wrocław – Jelenia Góra przez Przewozy Regionalne.
Na skutek polityki zmniejszania pracy przewozowej zlecanej Przewozom Regionalnym na korzyść powierzania zleceń własnemu podmiotowi wewnętrznemu, prowadzonej przez dolnośląskiego organizatora przewozów, jak również polityce centrali spółki (decyzja o rezygnacji z komercyjnych pociągów interREGIO wdrożona 1 września 2015 roku, skutkująca zawieszeniem połączeń tego typu m.in. z Jelenią Górą) obecność PR w relacji Wrocław – Jelenia Góra – Szklarska Poręba uległa w 2017 roku zredukowaniu do jednej pary kursów.
We wrześniu 2017 roku tabor Kolei Dolnośląskich zasiliły pierwsze spośród jedenastu kolejnych „impulsów” (serii 45WE – 249 miejsc siedzących) współfinansowanych z Regionalnego Programu Operacyjnego Województwa Dolnośląskiego na lata 2014 – 2020. Podczas prezentacji pojazdów dla dziennikarzy władze województwa i spółki zapowiedziały przeznaczenie części nowych jednostek na wybrane kursy Wrocław – Jelenia Góra, przewożące największą liczbę podróżnych.

#### Połączenia dalekobieżne
Prace rewitalizacyjne na linii nr 274 umożliwiły wprowadzenie taboru nowej generacji i uruchomienie nowych połączeń dalekobieżnych. Od 29 kwietnia 2016 roku jedną parę pociągów Express InterCity Premium (EIP) spółki PKP Intercity dotychczasowej relacji Warszawa Wschodnia – Wrocław Główny przedłużono torami linii kolejowej nr 274 przez Wałbrzych do Jeleniej Góry. Pociągi ED250 Pendolino poruszają się po linii z maksymalną prędkością 130 kilometrów na godzinę. W pobliżu Wałbrzycha pociągi zwalniają do 60 kilometrów na godzinę ze względu na geometrię torowiska (ciasne łuki). W rozkładzie jazdy 2015/2016 po linii rozpoczęły również kursowanie pociągi PKP Intercity kategorii Intercity (IC) z Białegostoku i Warszawy do Jeleniej Góry, obsługiwane jednostkami Pesa Dart.

### Czas przejazdu
Czasy przejazdu pociągiem osobowym/Regio w latach 1953, 2009 i 2013:
| | Rok 1953         | Rok 1953                       | Rok 2009         | Rok 2009                       | Rozkład jazdy 2012/2013 (po korekcie półrocznej)a) | Rozkład jazdy 2012/2013 (po korekcie półrocznej)a) |
| Odcinek | Przejazd odcinka | Przejazd od Wrocławia Głównego | Przejazd odcinka | Przejazd od Wrocławia Głównego | Przejazd odcinkab)                                 | Przejazd od Wrocławia Głównegoc)                   |
| --- | ---------------- | ------------------------------ | ---------------- | ------------------------------ | -------------------------------------------------- | -------------------------------------------------- |
| Wrocław Gł. – Jaworzyna Śl. | 1:16             | 1:16                           | 0:56             | 0:56                           | 0:50                                               | 0:50                                               |
| Jaworzyna Śl. – Wałbrzych Gł. | 1:22             | 2:38                           | 0:48             | 1:44                           | 0:39                                               | 1:31 (1:19d))                                      |
| Wałbrzych Gł. – Jelenia Góra | 1:31             | 4:09                           | 1:30             | 3:14                           | 0:50                                               | 2:27                                               |
| Odcinek | Przejazd odcinka | Przejazd od Jeleniej Góry      | Przejazd odcinka | Przejazd od Jeleniej Góry      | Przejazd odcinkab)                                 | Przejazd od Jeleniej Góryc)                        |
| Jelenia Góra – Lubań Śl. | –                | –                              | 1:06             | 1:06                           | 1:07                                               | 1:07                                               |
| Lubań Śl. – Zgorzelec | –                | –                              | 0:35             | 1:41                           | 0:29                                               | 1:37                                               |
| Uwagi do tabeli: a) Z uwagi na trwające na linii prace budowlane, czasy przejazdu dla poszczególnych pociągów mogą się różnić. b) Podane czasy są najkrótszymi rozkładowymi czasami przejazdu dla danego odcinka. c) Podane czasy są najkrótszymi rozkładowymi czasami przejazdu pociągów w całej relacji. d) Czas przejazdu do stacji Wałbrzych Miasto – z uwagi na bardziej centralne położenie stacji na planie miasta Wałbrzycha jest to czas bardziej miarodajny, niż w przypadku stacji Wałbrzych Główny. |                  |                                |                  |                                |                                                    |                                                    |